# Козачки (Кременецький район)
Козачки́ — село в Україні, у Лановецькій міській громаді Кременецького району Тернопільської області. Розташоване на сході району. До 2020 року підпорядковане Гриньківській сільраді.
Населення — 283 особи (2003 рік).
Стоном на 01. 01. 2011 р.:  кількість дворів - 90, чисельність населення - 268. 

## Населення

### Мова
Розподіл населення за рідною мовою за даними перепису 2001 року:
| Мова       | Кількість | Відсоток |
| ---------- | --------- | -------- |
| українська | 282       | 98.95%   |
| російська  | 3         | 1.05%    |
| Усього     | 285       | 100%     |

## Історія
Відоме від XVIII століття.
На правому березі р. Жердь  розкинулося село Козачки, яке своїми полями на північному сході межує із Хмельницькими землями.
Розташоване воно за 5 км від районного центру і за 8,5 км - від залізничної станції "Ланівці".
За розповідями старожилів, Козачки - це колишні  Козаківці.
За селом видно могилу, в якій, за переказами, захоронені козаки, котрі полягли в Берестецькій битві.
Існує три легенди щодо походження назви населеного пункту.
За першою: на лівому березі річки поселились козаки разом зі  своїми дружинами - "козачками". Чоловіки  пішли воювати і довго не поверталися. Тим часом їхні домівки були спалені нападниками, а вірні жони перебралися на правий берег річки Жердї. Відтоді і живуть тут нащадки козаків та козачок. 
Друга легенда оповідає, що між селом Лисогіркою і теперішніми Козачками гзбиралися молоді козаки. Це місце на березі досі зветься Гуртова. А село, вочевидь, отримало назву від молодих козачків.
А третя пов'язана з урочищем Головеньки, що біля села Осники, де було первісне поселення, в якому вороги люто винищили всіх жителів. Чудом залишилися живими тільки дві дівчини, котрі пізніше вийшли заміж за козаків і дали початок великому роду та селу.
З історичних джерел (книга О. Цинкаловського) "Стара Волинь і Волинське Полісся" відомо, що Козачки в 1890-х роках належали до Кременецького повіту Святецької волості. Наприкінці XIX століття там нараховувалось  86 "димів" й мешкало 452 жителі; діяла також церква з 1873 року, млин. У власності перебувало 297 десятин землі.
Церкву, освячену іменем Димитрія Ростовського, яку  звели за кошти прихожан. Дерев'яна, на кам'яному цоколі  із дерева - була і дзвіниця.
На початку XVIII століття село, як частинка Волині, входило до складу Речі Посполитої. Місцеві землі належали панові Казимиру Ольшевському, від імені якого розпоряджався "жондца" - управитель.
Після ліквідації панщини у 1861 році в Російській імперії селянам не стало легше, бо за землю вимагалася велика плата, то ж земельні наділи і надалі перебували в руках панів. У 70-х роках XIX століття пан Руневські, який володів землею в Козачках, живучи "на широку ногу", програв у карти свій маєток. Після нього частину земель орендував пан Канофольський.
На початку XX століття козачківськими ланами володіли пан О. Ліпський, місцеві господарі Федір та Ахтимон Нагорні.
В селі проживали євреї (їх тоді проживало в селі 18 чоловік). Частина земель належала їм,  котрі тримали крамарню, млин. Євреї-власники добре платили за роботу. При потребі допомагали бідним, багатодітним сім'ям. У 1939-му вони виїхали з села.
1 січня 1924 року ліквідовану свого часу Лановецьку волость було відновлено як ґміну Ланівці Кременецького повіту і до неї приєднані вилучені з ґміни Білозірка села Малі Козачки і Великі Козачки.
У 1924 році в Козачках відкрили школу. Щоб отримати кошти на її будівництво, люди продали частику спільної землі та вигін біля панського палацу. В школі навчалися діти з Козачок, а в 1927-1929 роках і з Гриньок, де старе навчальне приміщення зруйнувалося. Тут було 4 класи, мова викладання - польська. Серед перших вчителів - поляк Ф. Грибик.
До 1939 року між селами Козачки та с. Лісогірка проходив кордон (глибокий рів) між Польщею і СРСР. Прохід чи обробіток селянських земельних наділів, які прилягали до кордону, був можливим лише за спеціальними перепустками і тільки в певний час.
З  приходом  у 1939 році Червоної армії в  селі створено сільську раду. Всю землю обробляли селяни
У жовтні вибирали депутата до Народних Зборів, які мали прийняти рішення про приєднання Західної України до УРСР в складі СРСР.
Наприкінці 1940 року в селі створено колгосп. Навесні сіяли вже колективно, але зібрати врожай не дала війна.
12 червня 2020 року, відповідно до розпорядження Кабінету Міністрів України № 724-р «Про визначення адміністративних центрів та затвердження територій територіальних громад Тернопільської області» увійшло до складу Лановецької міської громади.
19 липня 2020 року, в результаті адміністративно-територіальної реформи та ліквідації Лановецького району, село увійшло до складу Кременецького району.

## Релігія
- церква святителя Димитрія Ростовського (1873; дерев'яна; ПЦУ).

## Пам'ятки
Споруджено пам'ятник полеглим у німецько-радянській війні воїнам-односельцям (1986 рік).

## Соціальна сфера
Діє бібліотека.

## Галерея

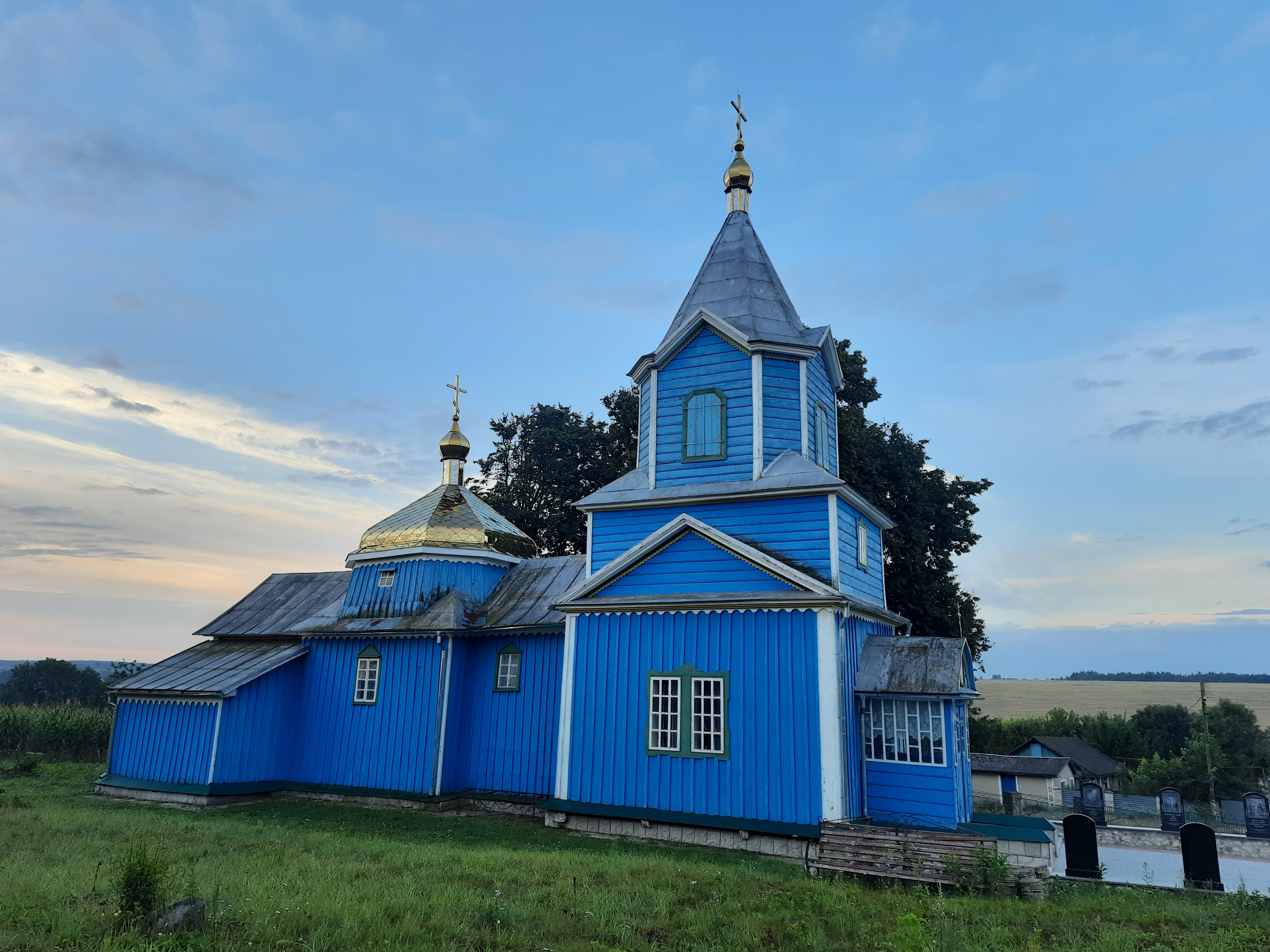
Церква Святого Димитрія Ростовського
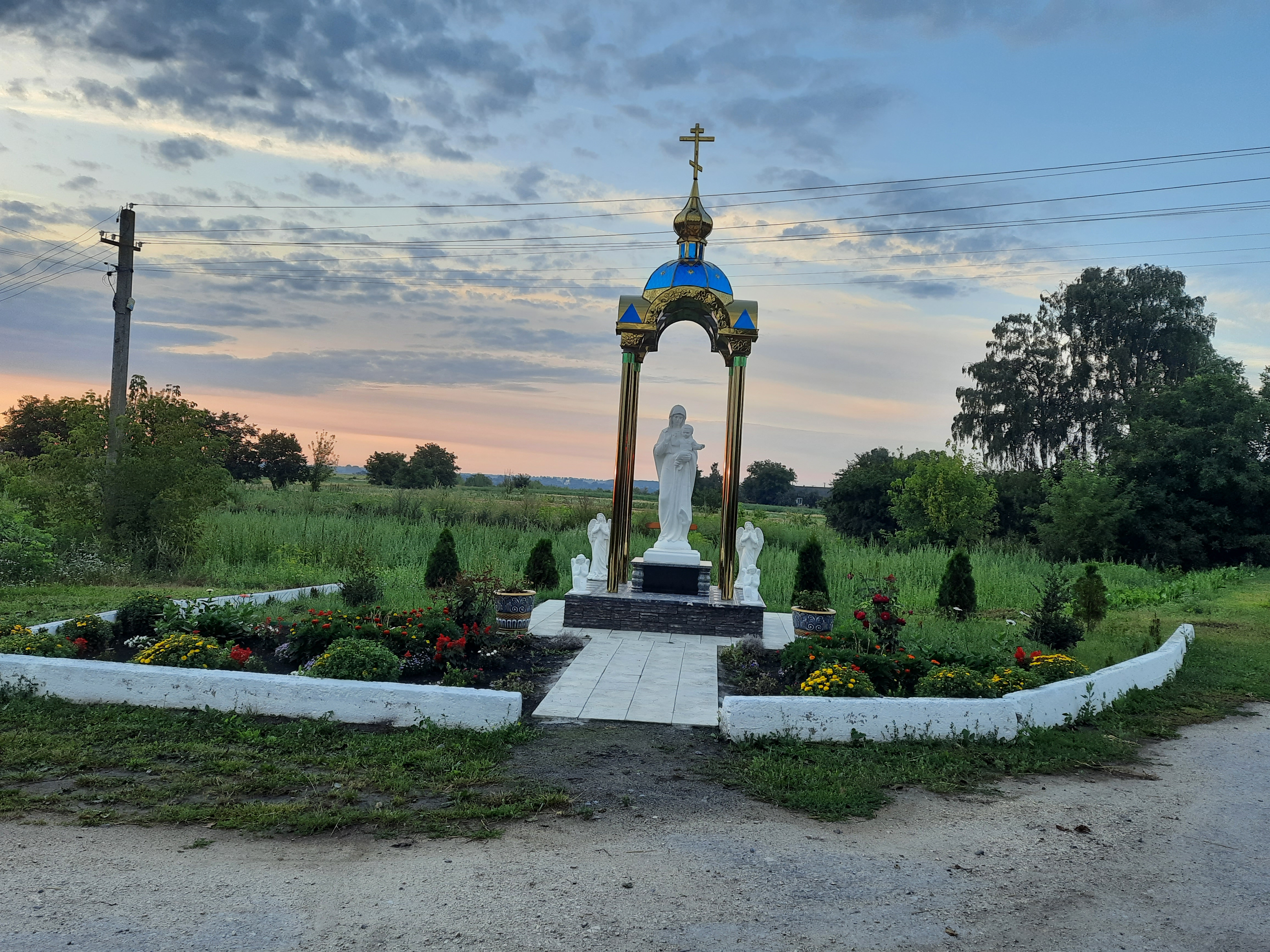
Статуя Божої Матері
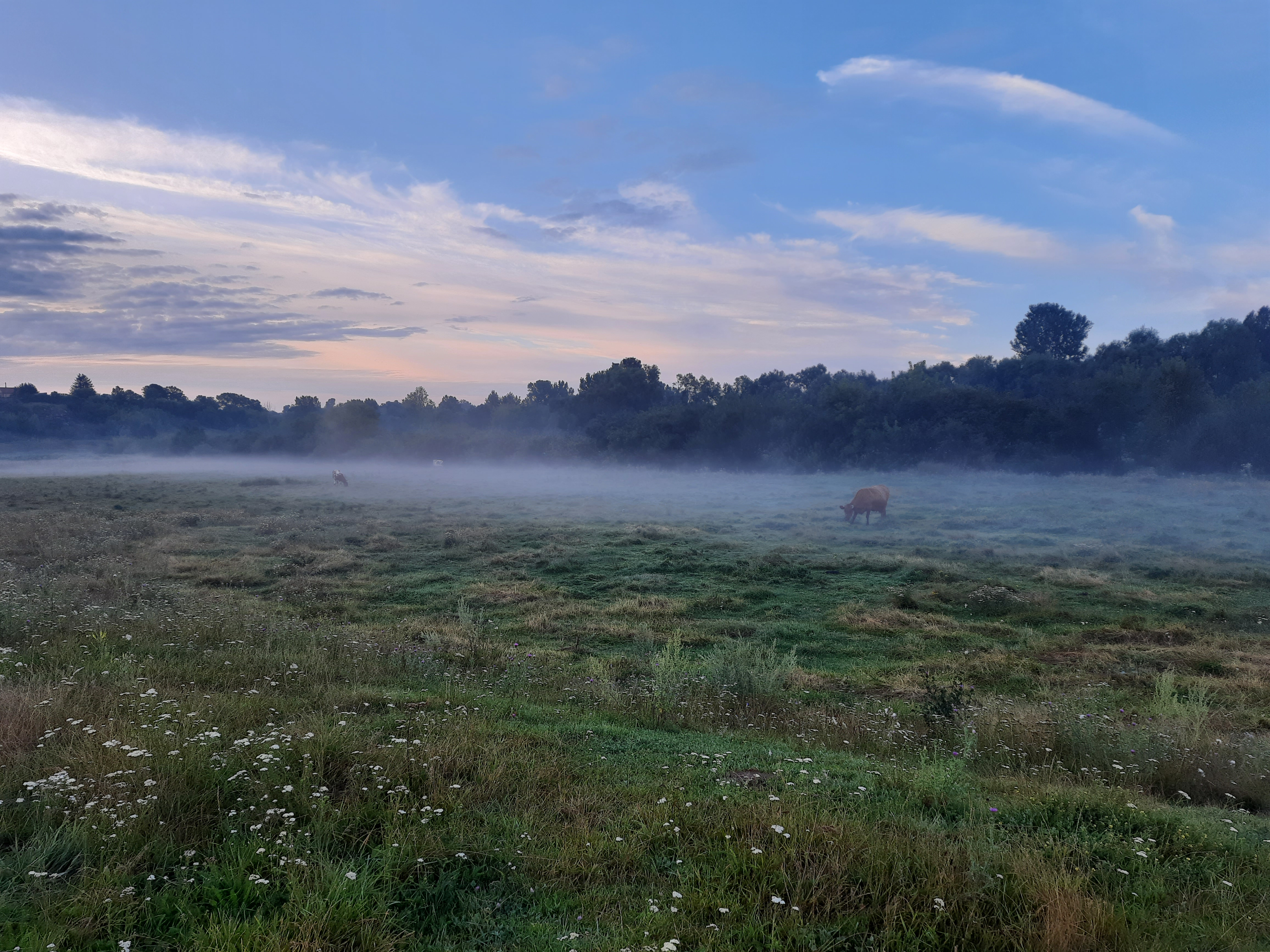
Краєвид біля села
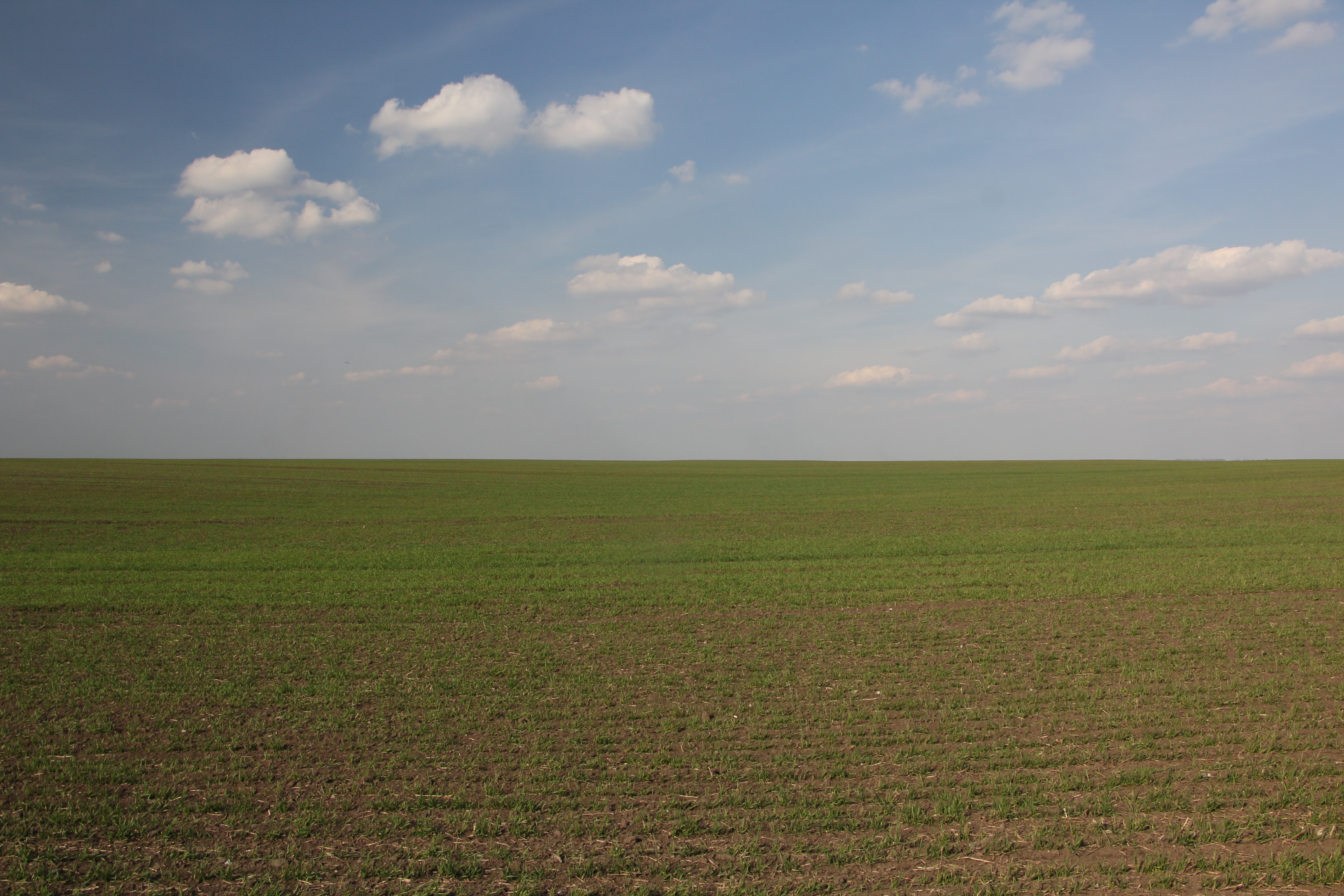
Поле дорогою до села
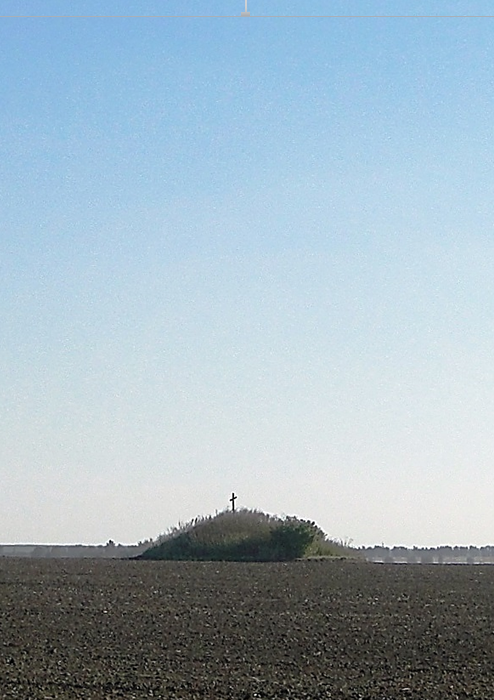
За селом видно могилу, в якій, за переказами, захоронені козаки, котрі полягли в Берестецькій битві.